# Шмидт, Детлеф
Де́тлеф Шмидт (нем. Detlef Schmidt; 24 февраля 1958, Берлин) — немецкий гребец-байдарочник, выступал за сборную ФРГ в середине 1980-х годов. Бронзовый призёр чемпионата мира, участник летних Олимпийских игр в Лос-Анджелесе, многократный победитель регат национального значения.

## Биография
Детлеф Шмидт родился 24 февраля 1958 года в Берлине, в той части города, которая относилась к Западной Германии. Активно заниматься греблей начал в раннем детстве, проходил подготовку в местном одноимённом каноэ-клубе «Берлин». 
Первого серьёзного успеха на взрослом международном уровне добился в 1984 году, когда попал в основной состав национальной сборной ФРГ и благодаря череде удачных выступлений удостоился права защищать честь страны на летних Олимпийских играх в Лос-Анджелесе. В составе четырёхместного экипажа, куда также вошли гребцы Бернд Хессель, Оливер Кегель и Райнер Шолль, на дистанции 1000 метров дошёл до финальной стадии турнира, но в решающем заезде финишировал лишь восьмым. 
После Олимпиады Шмидт остался в основном составе гребной команды ФРГ и продолжил принимать участие в крупнейших международных регатах. Так, в 1986 году он побывал на чемпионате мира в канадском Монреале, откуда привёз награду бронзового достоинства, выигранную вместе с партнёрами Гильбертом Шнайдером, Фолькером Кройцером и Томасом Райнеком в зачёте четырёхместных байдарок на дистанции 500 метров — в финале их обошли только экипажи из ГДР и СССР. Вскоре по окончании этих соревнований принял решение завершить карьеру профессионального спортсмена, уступив место в сборной молодым немецким гребцам.
Женат на немецкой байдарочнице Регине Шмидт, которая тоже выступала на Олимпиаде 1984 года в Лос-Анджелесе.